# Панкія
Панкія (італ. Panchià) — муніципалітет в Італії, у регіоні Трентіно-Альто-Адідже, провінція Тренто.
Панкія розташована на відстані близько 500 км на північ від Рима, 45 км на північний схід від Тренто.
Населення — 813 осіб (2014).
Щорічний фестиваль відбувається 14 лютого. Покровитель — святий Валентин.

## Демографія
Населення за роками:

Станом на 1 січня 2023 року в муніципалітеті офіційно проживали 32 іноземці з 11 країн, серед них 25 громадян країн Євросоюзу та 3 громадяни України.

## Сусідні муніципалітети
- П'єве-Тезіно
- Предаццо
- Тезеро
- Ціано-ді-Фіємме